# Derramarei...
Derramarei... é o terceiro álbum de estúdio do Koinonya, gravado e lançado em 1990.
Diferentemente dos discos anteriores, nesta obra a banda viajou para a cidade de Porto Alegre e gravou o disco no estúdio Life, de Asaph Borba. A produção musical ficou dividida entre Alda Célia, Bené Gomes e Silvério Peres, enquanto as composições trazem vários letristas, como Kleber Lucas, Robson Rodovalho e César Augusto.

## Faixas
1. "Medley - Espírito De Deus / Sala do Trono"
2. "Derramarei"
3. "À Sombra De Tuas Palavras"
4. "Medley - Jeová é o Teu Cavaleiro / Nos Últimos Dias / Reina Hoje / Aquele que Está em Cristo"
5. "Contra-cultura"
6. "Geração Ferida"
7. "Nuvens Negras"
8. "Salmo 23"
9. "Medley - Ao Deus Invisível / Por Tua Causa"